# Honschaft Diepensiepen
Die Honschaft Diepensiepen war vom Mittelalter bis zum 19. Jahrhundert eine Honschaft im Landgericht Mettmann des bergischen Amtes Mettmann.
Zu der Honschaft gehörten laut dem Schatz- und Lagerbuch des Amtes Mettmann im 17. und 18. Jahrhundert folgende Ortschaften und Wohnplätze: Klein hellenbroch, Winckel, Groß poet, butz und scheiffenberg, Holterguth, Kretzberg, Adolff benninghouen, Friedrich benninghouen, Johan benninghouen, schnautenhauß, Thunes, Winckels, schmalt, fueßhoff, bacherachsberg, höchsten, Erwin Winckels, Peter Korffs butzes, Jost butzes, blicksberg, Hanß Herman brincken, Klein Poet, Klein Korffshauß, brincken, Eygen, Wilms scharrenberg, Gödderts scharrenberg, schnut, Herberzhauß, groß Potte, Klein schnautenhaus, Haußmansbusch, Korffsheidt, Koxhauß, flesch, Obrist Irdelen, Jacobs Irdelen, Stegh und Der frey adeliche Rittersitz Hellenbroch mit brückhoff.
Im Zuge einer Verwaltungsreform innerhalb des Großherzogtums Berg wurde 1808 die Bürgermeisterei Mettmann gebildet, von der die Honschaft Diepensiepen ein Teil wurde. Das Honschaftsgebiet gehörte infolgedessen im 19. Jahrhundert zur bergischen Bürgermeisterei Mettmann im Kreis Elberfeld des Regierungsbezirks Düsseldorf innerhalb der preußischen Rheinprovinz.
Die Statistik und Topographie des Regierungsbezirks Düsseldorf von 1832 listet die Ortschaften und Wohnplätze Am Eigen, Große Hufe, Große Schmalt, Großkorres, Groß-Poth, Haus Hellenbruch, Hellenbrucher Mühle, Hellenbrucher Brückhof, Hellenbrucher Walk, Im Holz, Im Winkel, In der Thunes, Kretzberg, Mittelste Höchsten, Oberbenninghoven, Potherbruch, Rüttger Scharrenberg, Voishof, Welschen Häuschen, Winkelsen sowie Winkelser Mühle.
Das Gebiet der Honschaft Diepensiepen erstreckte sich über den Süden der Bürgermeisterei Mettmann, die seit 1846 eine Gemeinde gemäß der Gemeinde-Ordnung für die Rheinprovinz vom 23. Juli 1845 und seit 1856 eine Stadt gemäß der Rheinischen Städteordnung bildete. Heute erinnert der Straßenname Diepensiepen im Süden der Stadt Mettmann an die alte Honschaft.